# Skąpa
Skąpa – wieś w Polsce położona w województwie łódzkim, w powiecie pajęczańskim, w gminie Strzelce Wielkie. W latach 1973–74 w gminie Sulmierzyce.
W latach 1975–1998 miejscowość administracyjnie należała do województwa częstochowskiego.